# Martin Höfer

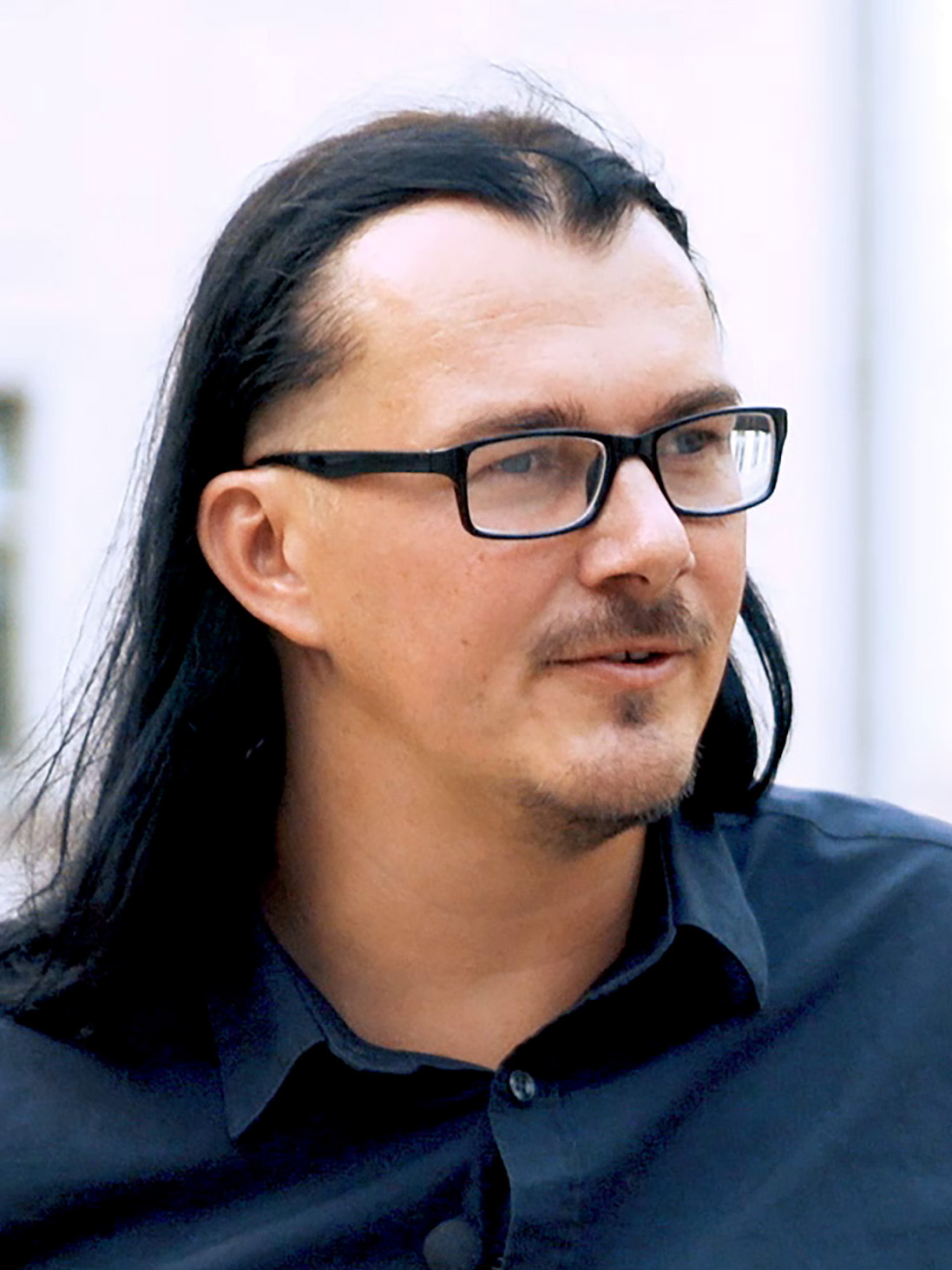
Martin Höfer während eines Interviews im August 2018

Martin Höfer   (* 25. Oktober 1982 in Sondershausen) ist ein deutscher Künstler und ein Vertreter der zeitgenössischen Konzept- und Medienkunst. In seiner Arbeit erforscht er Interventionen der Bildenden Kunst, Konzept- und Medienkunst, die Beziehung zwischen Performer und Publikum, die Systemgrenzen von Kunst, Medien, Sport und Gesellschaft. Seine wissenschaftliche Beschäftigung in Forschung und Lehre sind die Medien, darunter die Massenmedien und die öffentliche Kommunikation, aber auch Aspekte der Ästhetik, Technik, Geschichte und Theorie der Medien.

## Leben

### Kindheit und Ausbildung
Höfer wurde als Sohn des deutschen Schriftstellers Gerald Höfer und der Therapeutin Ute Höfer in Sondershausen geboren und verbrachte seine Kindheit in Sondershausen und Bendeleben am Kyffhäuser. Insbesondere durch das kulturelle Engagement seines Vaters kam er schon sehr früh mit Kunst in Berührung. So organisierte Gerald Höfer in Sondershausen Mitte der 1980er Jahre unter anderem die Veranstaltungsreihe Das Café Pille Experiment mit Lesungen, Kabarettvorstellungen und Ausstellungen. Von 1999 bis 2003 besuchte Martin Höfer die Walter-Gropius-Schule für Kunst und Gestaltung in Erfurt bei Ulrike Hess, wo er, nach Ideen des Bauhaus-Vorkurses von Johannes Itten, Josef Albers und László Moholy-Nagy, konstruktive und strukturale Kompositionsübungen erlernte.

### Anfänge und Multimediale Universalpoesie
Ende der 1990er Jahre begann Höfer seine künstlerisch gestalterische Praxis. 1998 entstand die Vater-Sohn Künstlergruppe Barbara Rossa mit multimedialen Lesungen und Speech Performances. 1999 begann er eine Berufsausbildung zum Mediengestalter für Digital- und Printmedien mit der Fachrichtung Mediendesign für digitale Medien bei Peter Roskothen und Andreas Fack, welche er 2002 mit sehr guter Leistung abschloss. In den Jahren 2002 und 2004 gründete er gemeinsam mit seinem Vater zunächst die ARTE FAKT Verlagsanstalt und später die ARTE FAKT Galerie. In deren Kontext fanden diverse künstlerisch kulturelle Veranstaltungen wie Ausstellungen und Lesungen, Festivals und Filmvorführungen statt. Darüber hinaus erschienen mehrere Publikationen. Um dieser Veränderung Rechnung zu tragen, rückte in seiner künstlerischen Mediengestaltung das Wort Kunst mehr in den Vordergrund. 2005 richtete er zusammen mit dem Museumspädagogen des Panorama Museums Michael Wollenheit seine erste größere Einzelausstellung Multimediale Universalpoesie aus.

### Studium und neue künstlerische Strategien im öffentlichen medialen Raum
Im Jahr 2005 begann er an der Hochschule für Grafik und Buchkunst Leipzig zunächst bei Christin Lahr und ab 2007 bei Günther Selichar das Studium der Medienkunst. Die im Jahr 2007 neugegründete Klasse für Mass Media Research und Kunst im medialen öffentlichen Raum von Günther Selichar war von zentraler Bedeutung für sein künstlerisches Wirken. In den darauf folgenden Jahren hatte er verschiedene Gastaufenthalte bei Lei Cox und Steven Dixon an der Kunst- und Designhochschule Bergen in Norwegen, bei Hashem El-Ayoubi an der Helwan University Cairo, Ägypten, bei Ramiz Sabbagh an der Al-Balqa Applied University Amman, Jordanien, sowie bei Henrik B. Andersen an der Vilniaus dailės akademija, Litauen. Im Jahr 2013 schloss er sein Studium mit dem Diplom der Bildenden Kunst mit Auszeichnung ab. 2015 erhielt er ein von der Kulturstiftung des Freistaates Sachsen gefördertes sechsmonatiges Artist in Residence Stipendium für die Teilnahme am International Studio & Curatorial Program (ISCP) in New York.

### Interventionen in den zeitgenössischen Leistungssport und die Massenmedien
Im Jahr 2010 entsteht seine künstlerische Arbeit Siegen im Auftrag der Kunst, welche in den Jahren 2012/13 zur (massenmedialen) Aufführung kam. Das Konzeptkunstwerk stellt die Kunstpatronage auf den Kopf, in dem der Künstler selbst zum Auftraggeber für ein Rennteam wird. Es steht die massenmediale Reproduktion der Performance und Collaterals, assoziierte Kunstwerke, die durch die Performance entstehen oder mit ihr in Zusammenhang gebracht werden, im Fokus. Von 2014 bis 2018 entstand EISKANAL / Citius, Altius, Fortius. als künstlerische Intervention in die deutsche Bob-Nationalmannschaft. 2016 griff er mit seiner Arbeit BEST BUY ME / NO. 10 in die Werberotation des Basketball-Bundesliga-Spiels Science City Jena gegen Alba Berlin ein. Im selben Jahr inszenierte er während des Fußball-Bundesliga-Spiels FC Bayern München gegen RB Leipzig eine partizipative Performance mit 7.500 Fans in der Allianz Arena. In der Ausstellung Mythos Tour de France im NRW-Forum Düsseldorf zum Start der Tour de France 2017 in Düsseldorf war Höfer neben Andreas Gursky, Robert Capa, Reinhard Mucha und Kraftwerk mit seiner Arbeit The surplus self of mine promotes my triumph (Eigenblutdoping). der jüngste und kritischste Künstler. 2018 erhielt er vom Thüringer Wirtschaftsministerium am ThEX ein Stipendium der EU für innovationsbasierte Gründungsprojekte und wurde 2019 für den ThEx Award in der Kategorie Ideenhaber nominiert. Ebenfalls 2019 war Höfer künstlerischer Leiter der ANHYDRITE — Biennale of Media Art. In den Jahren 2019 gründete er die Gesellschaft zur Förderung der künstlerischen Avantgarde mbH, 2020 war er Mitglied des Gründungsvorstands des BDS Akademie e.V. und 2021 konzipierte er das Netzwerk ART 2 INNOVATION am Zentrum für Produkt, Verfahrens- und Prozessinnovation GmbH (ZVPV) in der Experimentellen Fabrik Magdeburg.
Höfer lebt und arbeitet in Leipzig und Linz (A).

## Forschungsschwerpunkte
Ausgehend von massenmedialen und systemtheoretischen Überlegungen (Wolfgang Welsch, Neil Postman, Niklas Luhmann, Christoph Menke, Norbert Bolz, Frank Hartmann u. a.) entwickelt Martin Höfer eine künstlerische Sprache, die ihn ab 2012 von der experimentellen Kunst im öffentlichen Raum zur Partizipation, Performance und Intervention in Massenmedien und Leistungssport führt. In seiner künstlerischen Intervention untersucht er nicht nur „Sport“ und „Medien“, sondern auch massenmediale Interaktion, partizipative Performance und Intervention in kunstfremde Umgebungen. So entstehen in der künstlerischen Praxis auf Basis seiner Forschung Collaterals als neue Kategorie von Readymades.
Seit 2023 forscht er zu diesem Thema bei Hubert Lobnig am Institut für Kunst und Bildung der Kunstuniversität  Linz (Österreich) und wurde für das PhD Research Collective der Universität ausgewählt.

## Kuratorische und editorische Tätigkeit
Martin Höfer organisierte bereits vor seinem Studium verschiedene Ausstellungen, darunter mit 21 Jahren eine Kunstausstellung des surrealistischen Malers Werner Sus sowie 2005 die Ausstellung Multimediale Universalpoesie und gab zahlreiche Bücher heraus. Unter anderen Autoren wie Oswald Henke, Chris Goellnitz, Norbert. K. Engelhardt, Gabriele Stötzer. 2015 kuratierte er die Ausstellung Inauguration — Dialektik zeitgenössischer Kunst mit Künstlern wie Rozbeh Asmani, David Ashley Kerr, Anna Baranowski, Tino Geiß, Jonas Paul Wilisch, u. a., 2016 Gabriele Stötzer — das brennen der worte im mund und 2018 real unreal mit David Ashley Kerr, Andreas Ullrich, Christoph David, Lucie Freynhagen, u. a. 2019 war er künstlerischer Leiter der ANHYDRITE — Biennale of Media Art mit Künstlern wie Bruce Nauman, Floria Sigismondi, Joseph Beuys, Sergej Katran, Maria Zvyagintseva, Sandra Rengifo, Clemencia Echeverri, Laibach, u. a.

## Werk

### EISKANAL/Citius, Altius, Fortius.
Die Rolle des Künstlers in einem kunstfernen Teilsystem des öffentlichen Raums wird in der mehrjährigen Aktion „EISKANAL/Citius, Altius, Fortius“ von Martin Höfer gezielt erforscht. Am New Yorker ISCP entwickelte er die Konzeption des großangelegten massenmedialen Konzeptkunstwerks. Höfer war in seiner Eigenschaft als Künstler über vier Jahre in den Trainerstab der Deutschen Bobnationalmannschaft integriert. Die vollständige Integration eines Künstlers in eine Nationalmannschaft in einer olympischen Disziplin war ein Novum in der Geschichte der Konzeptkunst. Er begleitete das Nationalteam auf Wettkämpfe, beim Training, zu anderen Aktivitäten bis in das private Umfeld der Sportler. Er wurde zum festen Bestandteil des 40-köpfigen Teams. Mehr noch als in anderen Arbeiten, steht bei der Aktion „EISKANAL“ die Akkreditierung und Akzeptanz des Künstlers als Mitglied des Teams im Zentrum. Die Anwesenheit Höfers in allen Bereichen des Sportleralltages wird dabei zum entscheidenden Element dieser Konzeptarbeit, die somit in erster Linie als eine Art Performancekunst bezeichnet werden kann. Höfers spezielles Interesse gilt der Reaktion des Umfeldes und der Interaktion desselben mit dem Künstler. Das spannende an der künstlerischen Arbeit ist, dass sie sich sehr bewusst mit Systemen beschäftigt und diese Systeme zueinander in eine Wechselwirkung bringt. [...] Wir denken oft, da ist das System des Sports, da das System der Wirtschaft, da das System der Kunst. Und spannend wird es, wenn Künstler eben wie Martin Höfer beginnen sich genau an die Schnittstellen dieser Welten zu setzen und diese Systeme absolut ineinanderverweben.
Die entstandenen Fotoarbeiten verstehen sich weniger als künstlerisches Produkt, sondern mehr als charakterisierende Handlung. Für die Akzeptanz seitens der Sportler und deren Betreuer war eine für sie vertraute, künstlerische Aktion von Bedeutung. Da die Anwesenheit des Künstlers zugleich der entscheidende Aspekt der Arbeit ist, versteht sich auch der Beiname der Arbeit „Citius, Altius, Fortius“ – „Schneller, Höher, Weiter“ – dass dem Motto der Olympischen Spiele entspricht, als bewusster und ironischer Kontrast zum besser bekannten inoffiziellen Motto „Dabei sein ist alles“. Denn das ,Dabeisein’ ist für die künstlerische Intervention Höfers ,alles’. Mit dem Begriff „Collaterals“ verbindet Höfer Objekte seiner Aktionen wie zum Beispiel gelbe Jacken der offiziellen Teambekleidung der Nationalmannschaft während der Weltcupwettbewerbe zwischen den Olympischen Spielen in Sotschi und Pyeongchang. Die Jacken wurden vom Künstler selbst getragen. Und auch Schuhe oder Helme der deutschen Anschieber, in Anlehnung an die Praxis der ikonenhaften Präsentation von Kleidungsstücken innerhalb des Personenkultes rund um erfolgreiche Sportler oder andere Berühmtheiten, stehen diese Objekte stellvertretend für spezielle Momente, erinnern an die Wettkämpfe und sind aufs engste mit ihren ursprünglichen Besitzern, den erfolgreichen Sportlern, verbunden.
Der Name „Collaterals“ lässt sich dabei sowohl als „Pfand“ im Sinne von „Begleitelement“ wie auch als „Sicherheit“ übersetzten. Es sind in gewisser Weise Artefakte oder Reliquien der vergangenen Kunstperformance, die als Geschenke der Sportler auch die enge Beziehung des Künstlers zu eben diesen bezeugen.

### The surplus self of mine promotes my triumph (Eigenblutdoping)

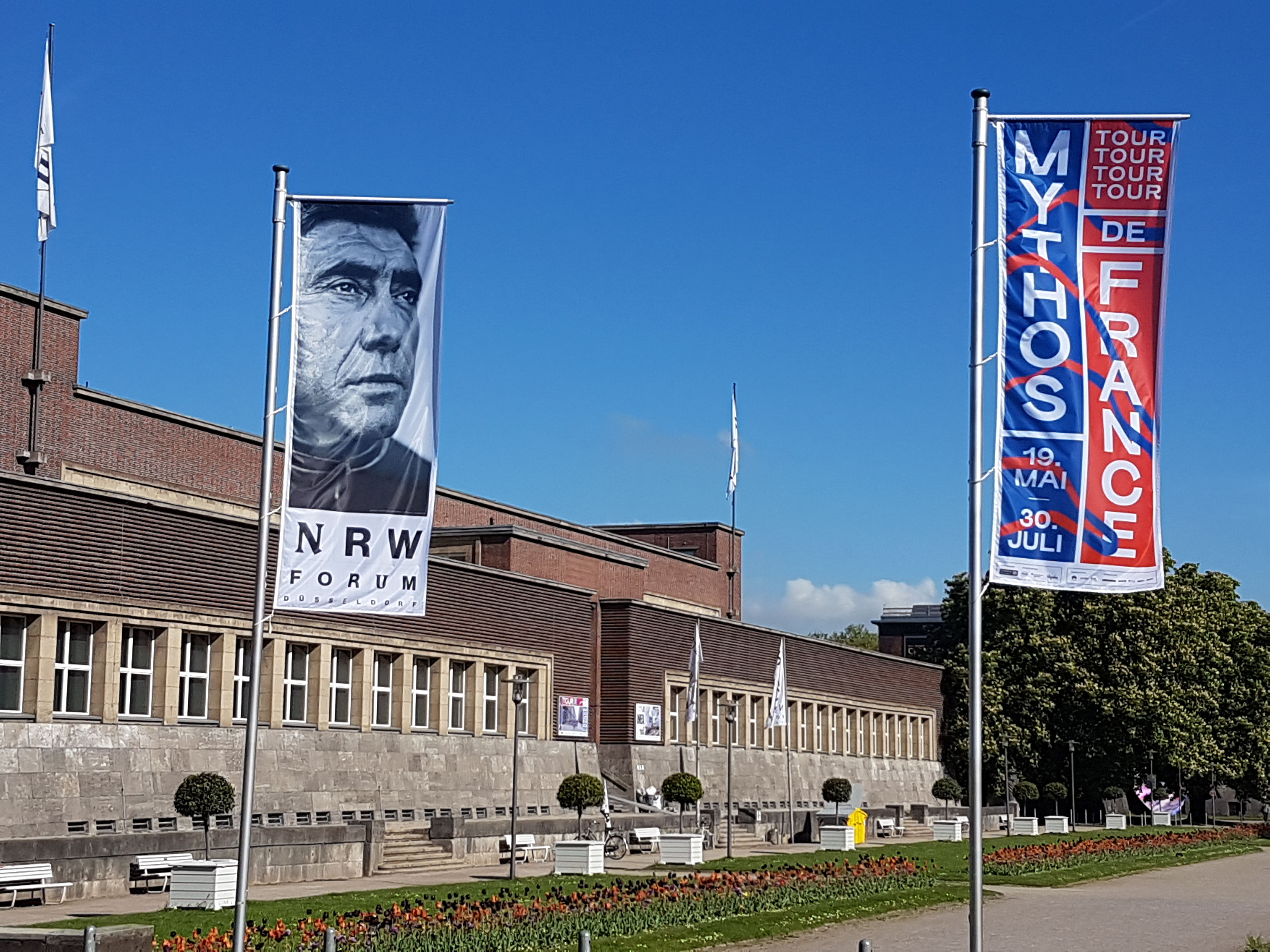
Mythos Tour de France, Ausstellung im NRW-Forum Düsseldorf im Mai 2017

Im NRW-Forum hatte Künstler Martin Höfer zum Start der Tour de France in Düsseldorf einen Beutel mit eigenem Blut an eine überdimensionale und verfremdete Zeitungsseite von „L'Equipe“ genagelt. Eine Ausgabe vom Juli 1998: darin der Doping-Skandal beim Festina-Team. Allen anderen Arbeiten der Ausstellung Mythos Tour de France merkte man indes eher die Faszination an, die die Künstler für das Radrennen hegen.

### Siegen im Auftrag der Kunst

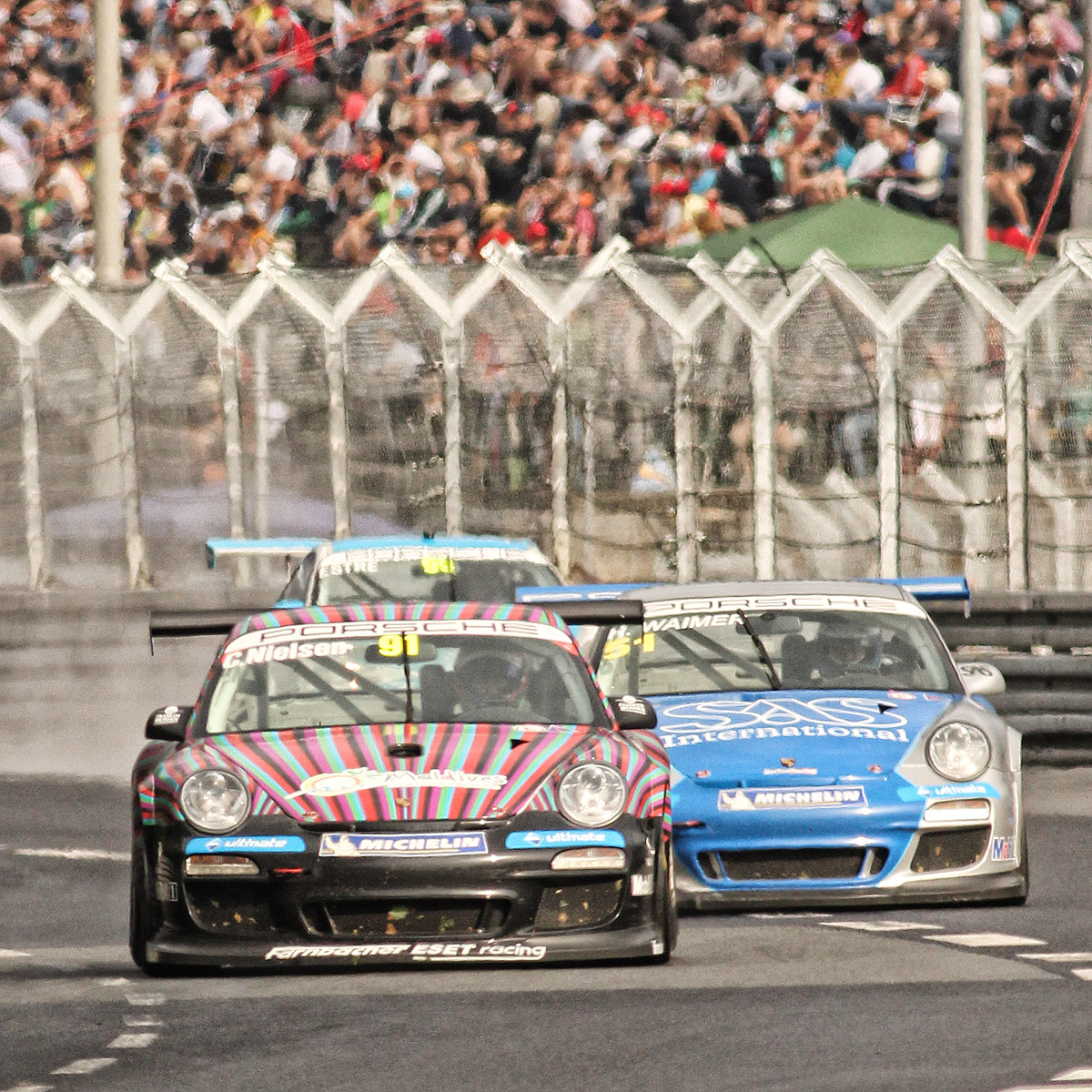
Media Art Car am Norisring 2012

Anfang 2012 schuf Höfer mit seiner groß angelegten Arbeit „Siegen im Auftrag der Kunst“ eine neue Dimension der Kunst im öffentlichen Raum. Höfers Arbeit Siegen im Auftrag der Kunst wurde durch drei Säulen getragen. Die erste Säule bestand aus der Verschiebung der Auftraggeberschaft als entscheidende Grundidee. War es bisher üblich, dass ein Künstler beauftragt wurde, ein Art Car zu kreieren, so ging Höfer mit Siegen im Auftrag der Kunst den umgekehrten Weg und beauftragte selbst ein professionelles Rennteam, im Porsche Carrera Cup 2012 für die Kunst um den Sieg zu kämpfen. Der von Höfer gestaltete Porsche 911 GT3 Cup absolvierte nicht nur ein einzelnes Rennen, sondern nahm in der gesamten Saison 2012 im Rahmen der DTM am Porsche Carrera Cup Deutschland teil. Pilotiert wurde das Media Art Car von Christina Nielsen, die für den Rennstall Farnbacher Racing an den Start ging. Während das Hauptaugenmerk bei bisherigen Art Cars vor allem auf der Gestaltung des Wagens lag, stand für den Künstler der Umgang der Medien mit dem künstlerischen Konzept im Mittelpunkt. Fernab der Brachialgewalt ist aber auch Martin Höfers Arbeit von gesellschaftlicher Relevanz. Seit Jahren nutzt er die Marketingpotenzen des Rennzirkus für seine Idee. Er versuchte während einer Performancephase zu ergründen, wie Aufmerksamkeit durch die Medien geschaffen und aufrechterhalten wird, um im produktiven Prozess mit künstlerischen Mitteln wie Gestaltung, Farbkomposition, Fotografie, Videos, Installationen u. a. auf das Gesamtkonzept ausgerichtete Einzelkunstwerke für Ausstellungen im musealen Umfeld zu schaffen. Dafür war es für ihn als Künstler unabdinglich parasitär in den Sport und die Massenmedien einzudringen, worin die zweite Säule dieser Arbeit bestand. Der entstandene Medienoutput wurde dann wiederum zur Grundlage weiterer Einzelkunstwerke. Der dritte Aspekt schließlich lag im Verlassen des traditionellen musealen Raumes während der Performancephase und dem Eindringen in solche öffentliche Räume, die vom potentiellen Betrachter der Arbeit bewusst und mit einer positiven Erwartungshaltung betreten werden. Der Künstler selbst nennt das den euphorisierten Raum. Hier ist ein wesentlicher Unterschied zur traditionellen Platz- oder Straßenkunst zu finden. Es geht darum, den Betrachter mit Kunst an solchen Orten zu „konfrontieren“ wo er es im Normalfall nicht erwartet. Durch die Euphorie der Fans bei Sportveranstaltungen wird per se eine höhere Sensibilisierung und Aufmerksamkeit für Dasjenige generiert, was im ersten Moment wie ein Störer im Gesamtkonzept der Veranstaltung wirkt. Die Einzelkunstwerke, die während der Performancephase entstanden, lassen sich vier verschiedenen künstlerischen Konzepten zuordnen – Embedded Artist, Embedded Media Production, Collaterals und Merchandise Cycle.

### Capital Unemployed
Höfers Arbeit CAPITAL UNEMPLOYED ist eine Appropriation des Bestandskatalogs der Sammlung aus der litauischen Nationalgalerie in Vilnius. Auf den beiden äußeren E-Billboards wurden zufällig und zeitgleich die Informationen aus der Datenbank gezeigt, von denen die künstlerischen Werke zum Zeitpunkt der Präsentation sich nicht in einer öffentlichen Ausstellung befanden, sondern deren Zustand als ‚gelagert‘ markiert war. In seiner Darstellung verzichtete Höfer bewusst auf das in der Datenbank vorhandene Bildmaterial und konzentrierte die Sicht auf die reine Textebene.
Durch die gewählte Darstellung der Arbeit und den künstlerischen Eingriff befasst er sich nicht nur mit der Frage von Anwesenheit und Abwesenheit, sondern greift zudem einen zeitgenössischen Diskurs zwischen privaten und öffentlichen Sammlungen auf, in denen zielbewusst die Akkumulation von gesammelten, jedoch nicht ausgestellten Arbeiten als totes Kapital aufgeführt wird.

### BEST BUY ME

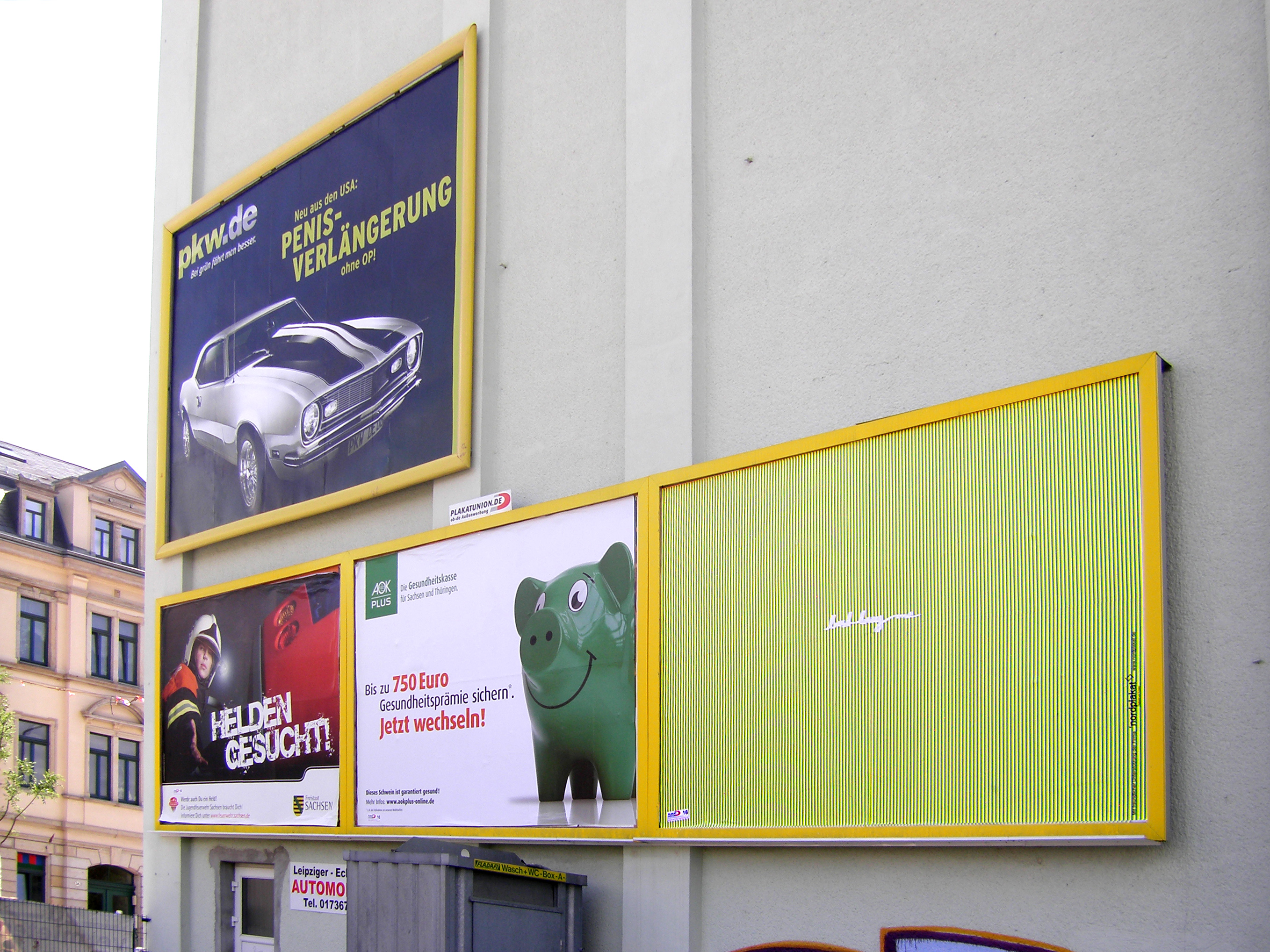
Best Buy Me / No. 02, Plakatwand im öffentlichen Raum während der Ausstellung On (plein) Air, Dresden 2009

BEST BUY ME entstand im Jahr 2008. Seither entwickelte Höfer für verschiedene Thematiken diverse BEST-BUY-ME-Arbeiten in unterschiedlichen Formaten, je nach Ausstellungsort im Plakatspannrahmen, als Billboard, Fassadenbanner. 2012 nutzte für BUY ME / NO. 08 er Werbeflächen eines Rennwagens, der bei der Rallye Monte Carlo bis zum Ende mitfuhr. 2016 intervenierte er mit der Arbeit BUY ME / NO. 10 " erstmals auf einer digitalen Werbebande während des Basketball-Bundesliga-Spiels zwischen Science City Jena und Alba Berlin in die Massenmedien. Kennzeichnend für jede der Arbeiten sind Farbstreifen, auf denen in der Handschrift des Künstlers best buy me steht. Der Schriftzug wird im Zusammenspiel mit den Streifen annähernd vollständig unleserlich. Höfer bezieht die Farbkombination für seine Best-buy-me-Arbeiten aus dem Kontext, mit dem er sich in der jeweiligen Arbeit auseinandersetzt. Immer geht es um wirtschaftliche Verstrickungen, geschäftliche Bereiche, die für den Außenstehenden im ersten Moment nicht ersichtlich oder unbedeutend sind. Bei genauerer Auseinandersetzung wird jedoch erkennbar, dass es sich häufig nur um Verschleierungstaktiken handelt. Darauf spielt er durch die Unleserlichkeit des provokanten Schriftzugs (‚Kauf mich so billig wie möglich‘) an und überhöht sie zusätzlich durch die irritierenden Streifen in Hochglanz-Werbe-Ästhetik.

### Multimediale Universalpoesie

#### Barbara Rossa

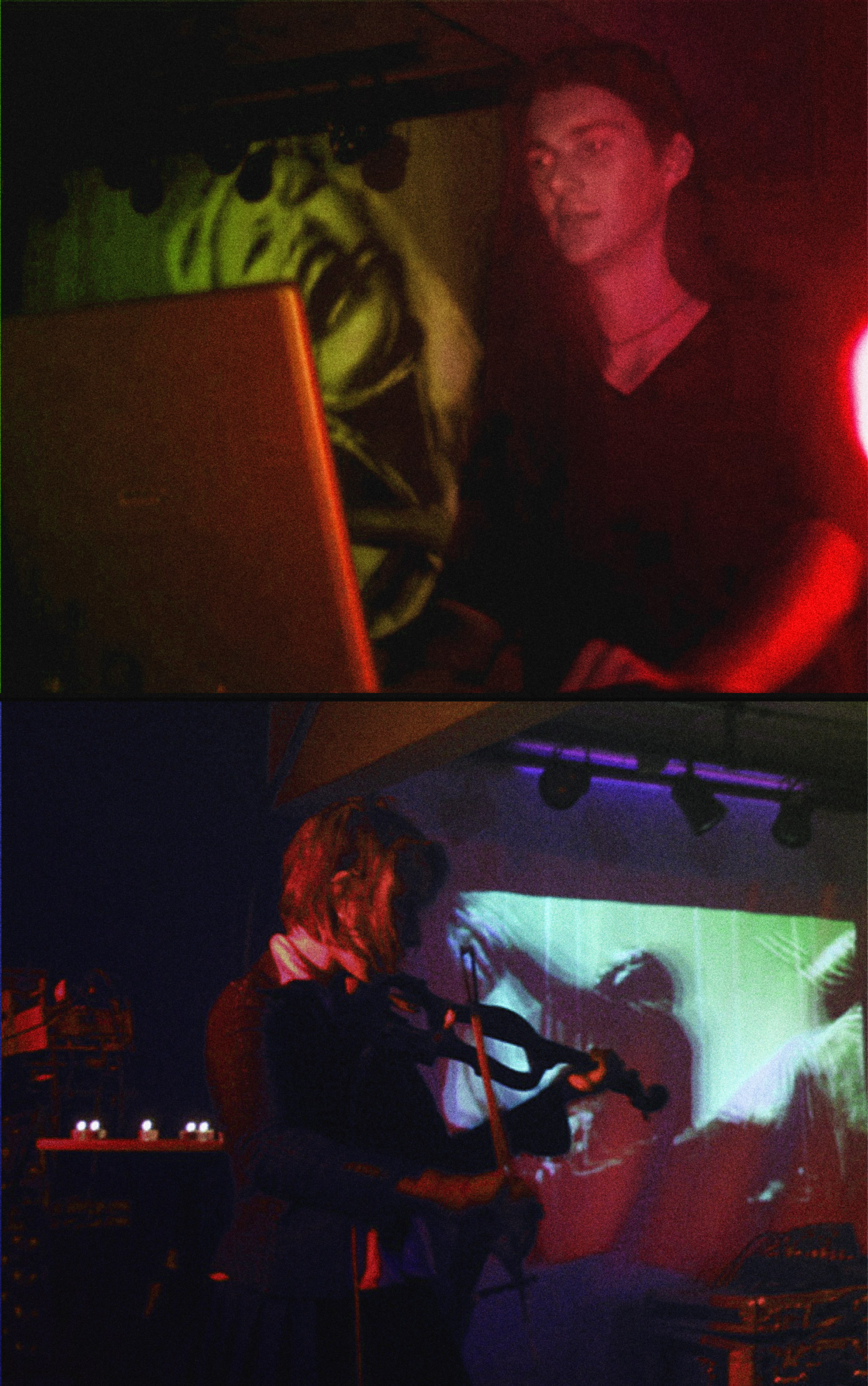
Martin Höfer Bannkreis Harmagedon, Multimediale Performance, Lichtreigen-Festival, „Altes Gut“ Burgau, Jena 2004

Barbara Rossa ist ein multimediales Literaturprojekt von Gerald und Martin Höfer. Es entstand im Jahr 1998.  Die experimentelle Verknüpfung von Spielarten der Literatur, Musik, Bildenden Kunst und die Beschäftigung mit unterschiedlichen digitalen Medien brachte beide auf die Idee, all diese Genres miteinander zu verbinden und zu einem beeindruckenden Gesamterlebnis zu führen. Ziel des Projekts ist die Darstellung literarischer Texte in multimedialer Form und bei Performances. Von Barbara Rossa erschienen zwischen 1999 und 2005 zahlreiche Bücher, Tonträger, Videos und Samplerbeiträge:
Bücher:
- „Schwarze Monologe“, 1999.
- „Sophie“, 2002.
- „Gedichte zwischen mir nichts und dir nichts“, 2003.

Samplerbeiträge:
- „Belphegor“, Textsoundcollage. Künstler zum 12. Wave Gotik Treffen. 2002.
- „bloß“, Textsoundcollage. Samplerbeitrag auf Flammenzauber III, 2003.

Video:
- „Bannkreis Harmagedon – Live in Jena“, 2005.

Performances:
- „Schwarze Monologe“
- „Bekenne!“
- „Die Kassette“
- „Sophie“

#### Artefakt Verlagsanstalt & Artefakt Galerie
Der Verlag wurde zunächst gegründet, um die multimedialen Werke von Barbara Rossa zu publizieren. Später wurden auch andere Künstler unter diesem Label veröffentlicht. Höfer zeichnete für Reihen-Layout und Illustration verantwortlich, wofür er eigene vorangegangene Werke verwendete. Die Ausrichtung, Kunst in die massenmediale Ebene zu heben, wird hier bereits deutlich erkennbar. Seine Grafikserie „Schattendasein“, die „Gedichte zwischen mir nichts und dir nichts“ illustrierte, wurde im Jahr 2005 mit dem Kategorienübergreifenden Kunstpreis der Universitäten Halle, Leipzig und Jena ausgezeichnet. Illustrationen von ihm finden sich unter anderem in folgenden Publikationen:
- Barbara Rossa: „Sophie“, 2002.
- Barbara Rossa:„Gedichte zwischen mir nichts und dir nichts“, 2003.
- Oswald Henke: FSK 18, 2003.
- Norbert K. Engelhardt: Schön im letzten Augenblick, 2004.
- Chris Goellnitz: Gene im Blutlicht, 2005.
- Gerald Höfer & Michael Brust (Hrsg.): Tief im Schoße des Kyffhäusers, 2005.
- Norbert K. Engelhardt: eWigkeit, 2015.

Die Artefakt Galerie wurde im Jahr 2005 eröffnet und verfolgt das Ziel, moderne Kunst im ländlichen Raum zu präsentieren. Die Ausstellung „Multimediale Universalpoesie“ 2005 zeigte unter anderem in den Publikationen der Artefakt Verlagsanstalt verwendete Werke von Höfer im Original.

## Ausstellungen (Auswahl)
- Condensations. Kubus EXPORT, Wien, 2025
- Objects in the mirror are closer than they appear - 25 Jahre BARBARA ROSSA. Galerie in der Orangerie Bendeleben, Kyffhäuserland 2024
- Lynkeus’ Dream – Ars Electronica Festival 2024 – HOPE who will..., ars electronica, Linz (Austria) 2024
- Who owns the truth?, ars electronica, Linz (Austria) 2023[64]
- Broken Denver, C.ROCKEFELLER CENTER FOR THE CONTEMPORARY ARTS Dresden, 2019[65]
- Wonderworld, Bruch & Dallas, Köln, 2019[66]
- real unreal, ThEx Erfurt, 2018[67]
- mass media approach, Kunstverein Gera, 2018[68]
- Mythos Tour de France, NRW-Forum Düsseldorf, 2017[69]
- 10 Jahre Galerie Eigenheim – Jubiläumsausstellung, Kunsthalle Harry Graf Kessler Weimar, 2016[70]
- BEST BUY ME / NO.10, Kunstsammlung Jena, 2016[71]
- ready or not, C.ROCKEFELLER CENTER FOR THE CONTEMPORARY ARTS Dresden, 2016[72]
- Jubiläumsausstellung – 10 Jahre Galerie Eigenheim, Galerie Eigenheim Berlin, 2016[73]
- ON MY MARK. Martin Höfer – Soloausstellung, KTR-Galerie Leipzig, 2016[74]
- INAUGURATION, KTR-Galerie Leipzig, 2015[75]
- Das Glücksprinzip. Eine Ausstellung in der ehemaligen Justizvollzugsanstalt Weimar, Galerie Eigenheim und Kunstfest Weimar, 2015[76]
- ISCP Spring Open Studios, ISCP New York, 2015[77]
- 1. NSK Folk Art Biennale, Spinnereigalerien Leipzig, Werkschauhalle, 2014[78]
- The Supershow, Spinnereigalerien Leipzig, Halle 14, Leipzig 2013
- Siegen im Auftrag der Kunst, Galerie der HGB, Leipzig 2013
- Siegen im Auftrag der Kunst / MEDIA ART CAR, Porsche GT3 Cup Challenge ME, 12 Rennen (BH, AE, SA, QA) 2012/13
- DLF 1874: DIE BIOGRAFIE DER BILDER – EINE INVENTUR DER VORAUSSETZUNGEN, Spinnereigalerien Leipzig, Halle 14, Leipzig 2012
- Siegen im Auftrag der Kunst / MEDIA ART CAR, Porsche Sports Cup, Spa Francorchamps, 1 Rennen (BE) 2012
- Siegen im Auftrag der Kunst / MEDIA ART CAR, Porsche Carrera Cup im Rahmen der DTM, 17 Rennen (DE, AT, NL) 2012
- EDITING SPACES. RECONSIDERING THE PUBLIC, Nacionalinė Dailės Galerija, Vilnius, Litauen 2011
- in public relation, Messehof sowie medialer öffentlicher Raum, Leipzig 2010.
- Kunst im Tower, 17th Floor Energie AG Oberösterreich, Linz, Österreich 2010
- Best buy me, Messehofpassage, Leipzig 2010
- Youth Cult, GALLERY DADA POST, Berlin 2010.
- On (plein) Air, Galerie [doppel de], Dresden 2009.
- This Is The End, Hochschule für Grafik und Buchkunst Leipzig, Leipzig 2008
- Hiwar Fanni, Al-Balqa’ Applied University, Amman, Jordanien 2007
- DING UND UN DING, Interventionen im öffentlichen Raum, Leipzig 2007.
- Streit zwischen Wort und Bild, Goethe-Institut, Kairo, Ägypten 2006
- Multimediale Universalpoesie, Einzelausstellung, Arte Fakt Galerie, Bendeleben 2005[79]